# Emile Jérôme Sillem

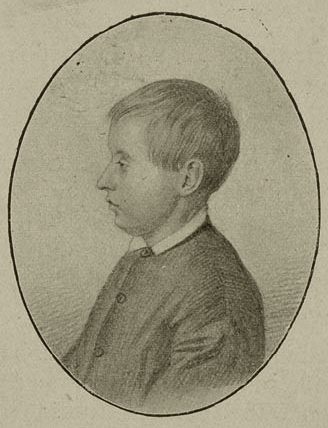
Emile Jérôme rond 1860

Emile Jérôme Sillem (Amsterdam 27 juli 1847 – Bloemendaal 10 juli 1877), was een Nederlands geograaf.
Emile Jérôme Sillem was de jongste zoon van Ernst Sillem (1807-1861) en Henriëtte Hielbig. Hij genoot zijn schoolopleiding aan het Instituut Noorthey te Veur (thans Leidschendam). Zijn broers Jérôme Alexander Sillem (1840-1912) en John Sillem (1837-1896) volgden lessen op dezelfde school.
Sillem volgde in 1866 aan de Polytechnische School in Delft de voorbereidende cursus, in in 1868 stond hij ingeschreven voor diverse losse cursussen en in 1869 als student Chemische Technologie.  Na die datum zijn geen inschrijvingen bekend, dus het is niet waarschijnlijk dat hij de studie heeft afgerond. Na zijn vertrek uit Delft schijnt hij zich als Geograaf voor het het Koninklijk Nederlands Aardrijkskundig Genootschap bezig gehouden te hebben.
Sillem schreef voor het KNAG een verhandeling over het Tobameer, een groot kratermeer in de provincie Noord-Sumatra op Sumatra, in Indonesië. Dit artikel is na zijn overlijden in 1879  gepubliceerd. 
In 1871 richtte hij met vier andere jongemannen, van wie nog twee oud-leerlingen van Noorthey, de Amsterdamsche Cricket Club op, de eerste cricketclub van Nederland. Hijzelf werd secretaris en toen hij enkele jaren later ook bestuurslid werd van het Vondelpark, kreeg de ACC daar een oefenveld.
Jarenlang leed E. J. Sillem aan de tering, de ziekte die hem uiteindelijk fataal werd. 
Emile Jérôme Sillem werd begraven op begraafplaats Zorgvlied te Amsterdam. Zijn stoffelijke resten liggen samen met die van Jérôme Alexander Sillem (1840-1912) in één graf met grafnummer O-I-226A